# ون بلس فايف
ون بلس فايف هو هاتف ذكي يعمل بنظام أندرويد تم الكشف عنه عام 2016، وقد تم طرحه في الأسواق في 20 يناير 2017.